# Акуфо-Аддо, Эдвард
Эдвард Акуфо-Аддо (англ. Edward Akufo-Addo; 26 июня 1906, Додова, Британский Золотой Берег — 17 июля 1979, Аккра, Гана) —  ганский политический деятель, Президент Ганы в 1970—1972 годах. Будучи церемониальным главой государства, был отстранён от должности военными в ходе переворота 13 января 1972 года.

## Биография
Эдвард Акуфо-Аддо родился 26 июня 1906 года в селении Додова, Акропонг, Британский Золотой Берег в семье Уильяма Мартина Аддо-Дангуа (англ. Williamn Martin Addo-Danquah) и Теодоры Амафи (англ. Thoedora Amuafi), принадлежавших к древней королевской династии африканского королевства Акуем Абуаква народа акан. Окончил начальную пресвитерианскую школу, среднюю школу в Додове, а в 1929 году — колледж Ачимота (колледж Принца Уэльского) в Аккре.

### Образование в Великобритании
В 1930 году Эдвард Акуфо-Аддо выиграл стипендию и был направлен на обучение в Великобританию, где поступил в Колледж св. Петра Оксфордского университета. Акуфо-Аддо стал одним из первых африканских студентов колледжа, основанного в 1929 году. Изучал философию, математику, политические науки, в 1940 году получил право адвокатской практики в Лондоне. Впоследствии Акуфо-Аддо был избран почётным членом Совета Колледжа Св. Петра. В 1941 году Акуфо-Аддо вернулся на родину, где занялся адвокатской практикой, однако вскоре был вовлечён в политическую жизнь колонии.

### Борьба за независимость Ганы
В 1947 году Эдвард Акуфо-Аддо стал одним из основателей партии Объединенный конвент Золотого Берега (англ. United Gold Coast Convention, UGCC), которую вскоре возглавил Кваме Нкрума. В доме Акуфо-Аддо «Бетти-хаус» в Корле Вокон в центре Аккры разместилась штаб-квартира новой партии.
12 марта 1948 года Акуфо-Аддо был арестован в числе 6 известных политиков по обвинению в политической агитации за самоуправление, подстрекательству к столкновениям 20 февраля возле резиденции Кристианборг и последовавших многодневных волнениях в Аккре. Эдвард Акуфо-Аддо, Кваме Нкрума, Эбенезер Ако-Аджей, Джозеф Бояке-Данкуа, Эммунуэль Обетсеби-Ламптей и Уильям Офори Атта, ставшие известными как Большая шестёрка (англ. Big Six), были высланы на север колонии.
В 1949 году, после освобождения, Акуфо-Аддо входил в состав Конституционной комиссии Золотого Берега, а в 1949—1950 годах был членом Законодательного совета Золотого Берега. С 1949 года он издавал газету «The Statesman». Политические пути Акуфо-Аддо с Кваме Нкрумой, основавшим свою Народную партию конвента, со временем разошлись. После приобретения Ганой независимости в 1957 году Акуфо-Аддо был членом различных правительственных комиссий и комитетов, а с 1962 по 1964 год был одним из судей Верховного суда Ганы. Был в числе трёх судей, признавших недоказанной вину Тавиа Адамафио, Ако Аджея и трёх других обвиняемых в подготовке покушения на Кваме Нкруму 1 августа 1962 года и был отправлен в отставку.
После свержения Кваме Нкрумы в феврале 1966 года Эдвард Акуфо-Аддо был назначен председателем Политического комитета при Национальном совете освобождения Ганы и председателе правления Коммерческого банка Ганы. В сентябре того же года Акуфо-Аддо стал председателем Верховного суда Ганы. Активно участвовал в разработке конституции 1969 года, возглавлял Конституционную комиссию.

### Церемониальный президент Ганы. Уход.
В августе 1970 года специальная коллегия выборщиков избрала председателя Верховного суда Эдварда Акуфо-Аддо первым президентом «Второй республики». 31 августа 1970 года он оставил пост председателя Верховного суда и вступил на пост президента.
Реальная власть в стране принадлежала премьер-министру Кофи Абрефа Бусии, роль Акуфо-Аддо была чисто церемониальной. Он исполнял формальные функции главы государства, не участвуя в политической жизни страны и не выезжая с визитами за её пределы. 13 января 1972 года военные свергли режим Второй республики и Эдвард Акуфо-Аддо был отстранён от должности.
После этого 65-летний ветеран национальной политики стал жить частной жизнью в своём доме в центре Аккры.
Эдвард Акуфо-Аддо скончался 17 июля 1979 года в Аккре от сердечной недостаточности.

## Частная жизнь
Эдвард Акуфо-Аддо был женат на Аделине Ебоаква Акуфо-Аддо (англ. Adeline Yeboakwa Akufo-Addo), урождённой Нана Ебоаква Офори-Атта (англ. Nana Yeboakua Ofori-Atta), дочери Наны Офори-Атты I, правителя (окуенхене) королевства Окуем Обуаква на востоке Ганы.
Их старший сын Нана Аддо Данква Акуфо-Аддо стал одним из ведущих политиков современной Ганы, в 2003—2007 годах занимал пост министра иностранных дел Ганы и получил второе место по числу голосов на президентских выборах 2008 года, а также 2012 года, а с 2017 года занимает пост президента страны.